# Edith Tiempo
Edith L. Tiempo, (Bayombong, 22 april 1919 - Dumaguete, 21 augustus 2011) was een Filipijns schrijfster, docente en literatuurcritica. Tiempo wordt beschouwd als een van de voornaamste Filipijnse auteurs in de Engelse taal. Voor haar werk kreeg ze vele belangrijke onderscheidingen. Zo won ze onder andere een Palanca Award en werd ze in 1999 benoemd tot nationaal kunstenaar van de Filipijnen.
Samen met haar man Edilberto Tiempo begon ze in 1962 de Silliman National Writers Workshop in Dumaguete. De workshop is een jaarlijks terugkerend drie weken durend evenement waarbij jonge schrijvers de kans krijgen om onder begeleiding van docenten hun literaire kwaliteiten te tonen en te verbeteren.

## Bron
- (en)  Alex V. Pal, Nat’l artist for literature Edith Tiempo passes away, The Philippine Daily Inquirer (21 augustus 2011)

- Gemeinsame Normdatei: 123723719X
- International Standard Name Identifier: 0000 0000 6397 2270
- Library of Congress Control Number: no94018379
- Nederlandse Thesaurus van Auteursnamen: 161241131
- SNAC: w6mn27mp
- Virtual International Authority File: 260413840
- WorldCat: E39PBJj8Wq3MPX36Tg9DRpCmh3